# 加茨卡河
44°53′53″N 15°06′07″E / 44.89806°N 15.10194°E

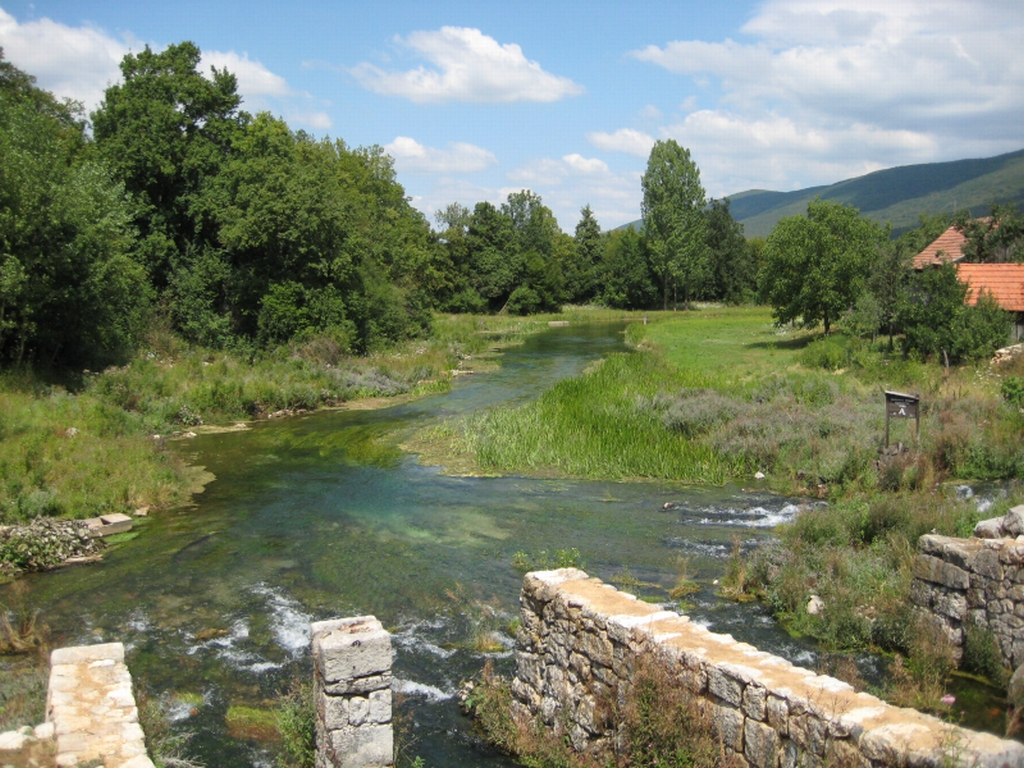

加茨卡河是克羅地亞的河流，位於該國中部利卡地區，處於利卡-塞尼縣，流經普利特維采湖群國家公園邊界，有茴魚、歐洲鯉、歐洲鰻鱺、歐鰱等野生動物棲息。